# Cerkiew Opieki Bogurodzicy w Nižnym Komárniku
Cerkiew Opieki Bogurodzicy w Nižnym Komárniku – drewniana greckokatolicka cerkiew filialna zbudowana w 1938 w Nižnym Komárniku.
Należy do parafii w Krájnej Bystrej, dekanatu Svidník w archieparchii preszowskiej Kościoła katolickiego obrządku bizantyjsko-słowackiego. W latach 1950–68 była użytkowana przez prawosławnych. Od 1968 posiada status Narodowego Zabytku Kultury.

## Historia
Cerkiew powstała w 1938 w pobliżu starszej osiemnastowiecznej świątyni, której pozostałości zachowały się do lat 70. XX w. Zbudowana według projektu znanego ukraińskiego architekta i badacza architektury drewnianej Włodzimierza Siczynskiego. Była remontowana w 1945 i 1969.

## Architektura i wyposażenie
Jest to budowla drewniana konstrukcji zrębowej, orientowana, trójdzielna. Wszystkie trzy człony na planie kwadratów, nakryte ośmiobocznymi zrębowymi kopułami. Prezbiterium i babiniec o zbliżonej wielkości mniejsze od nawy. Dachy kryte gontem, zwieńczone wieżyczkami z blaszanymi hełmami i kutymi żelaznymi krzyżami. Główne wejście od frontu poprzedza portyk, wsparty na czterech słupach. 

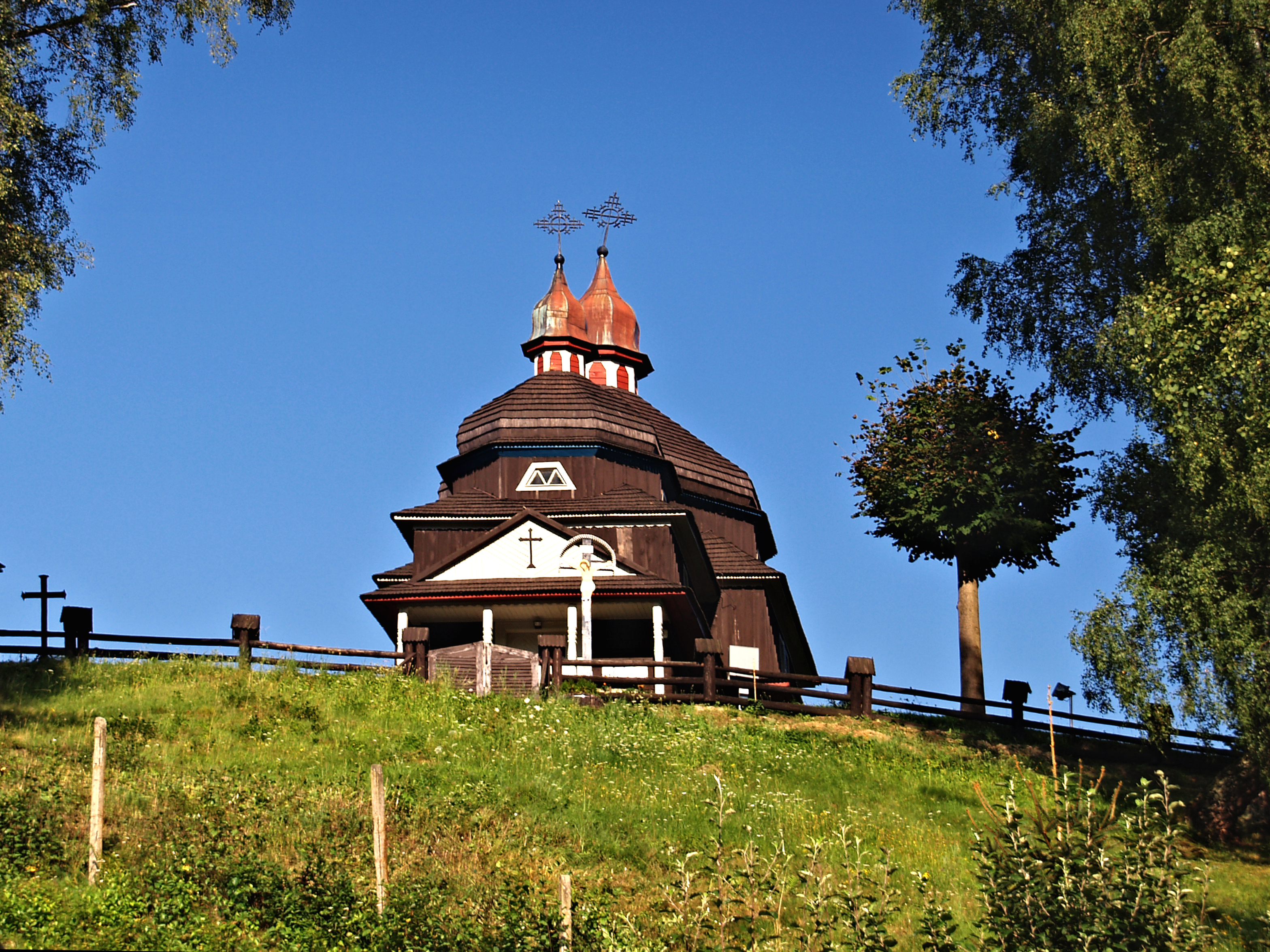
Elewacja frontowa
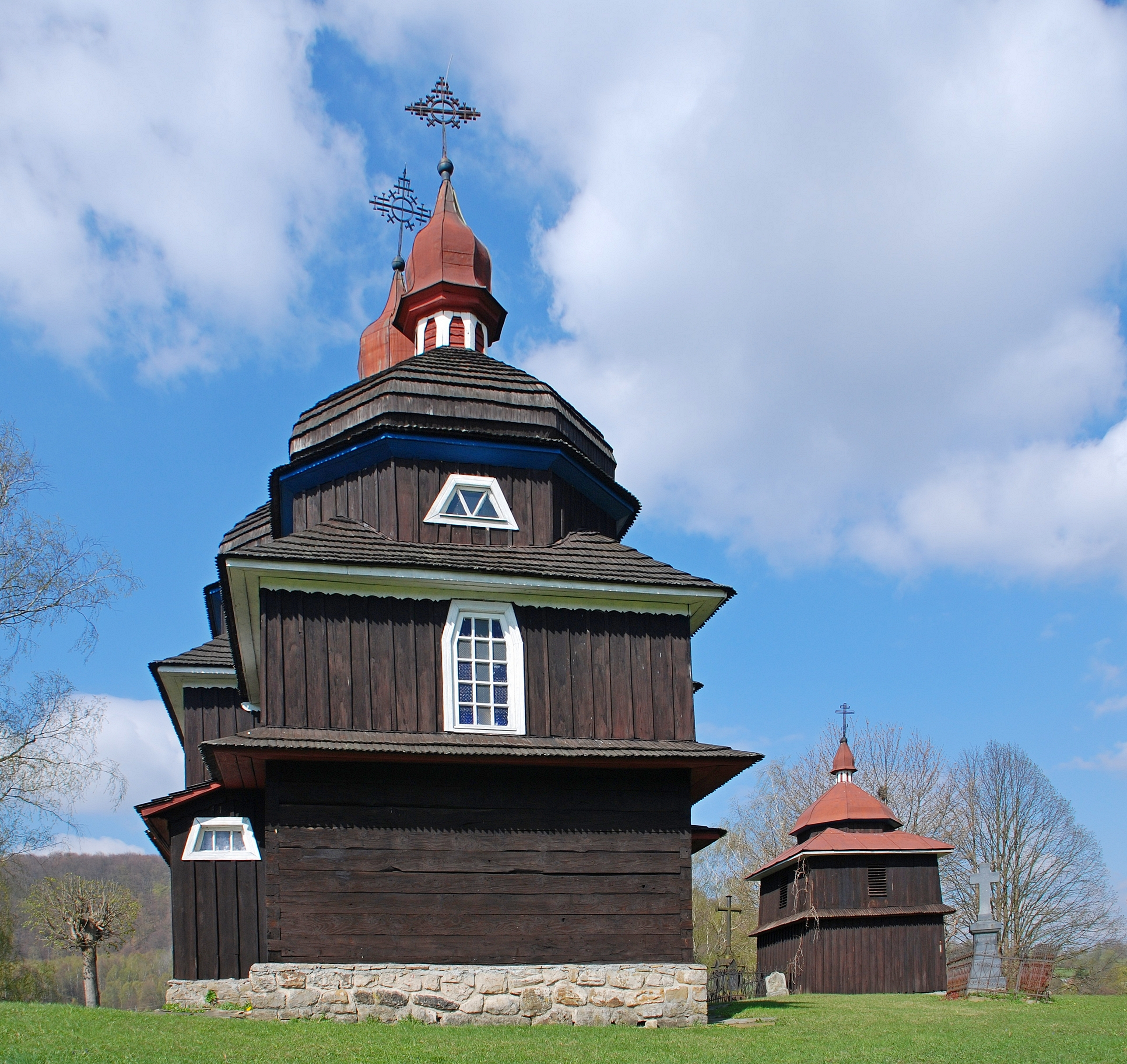
Widok od strony prezbiterium
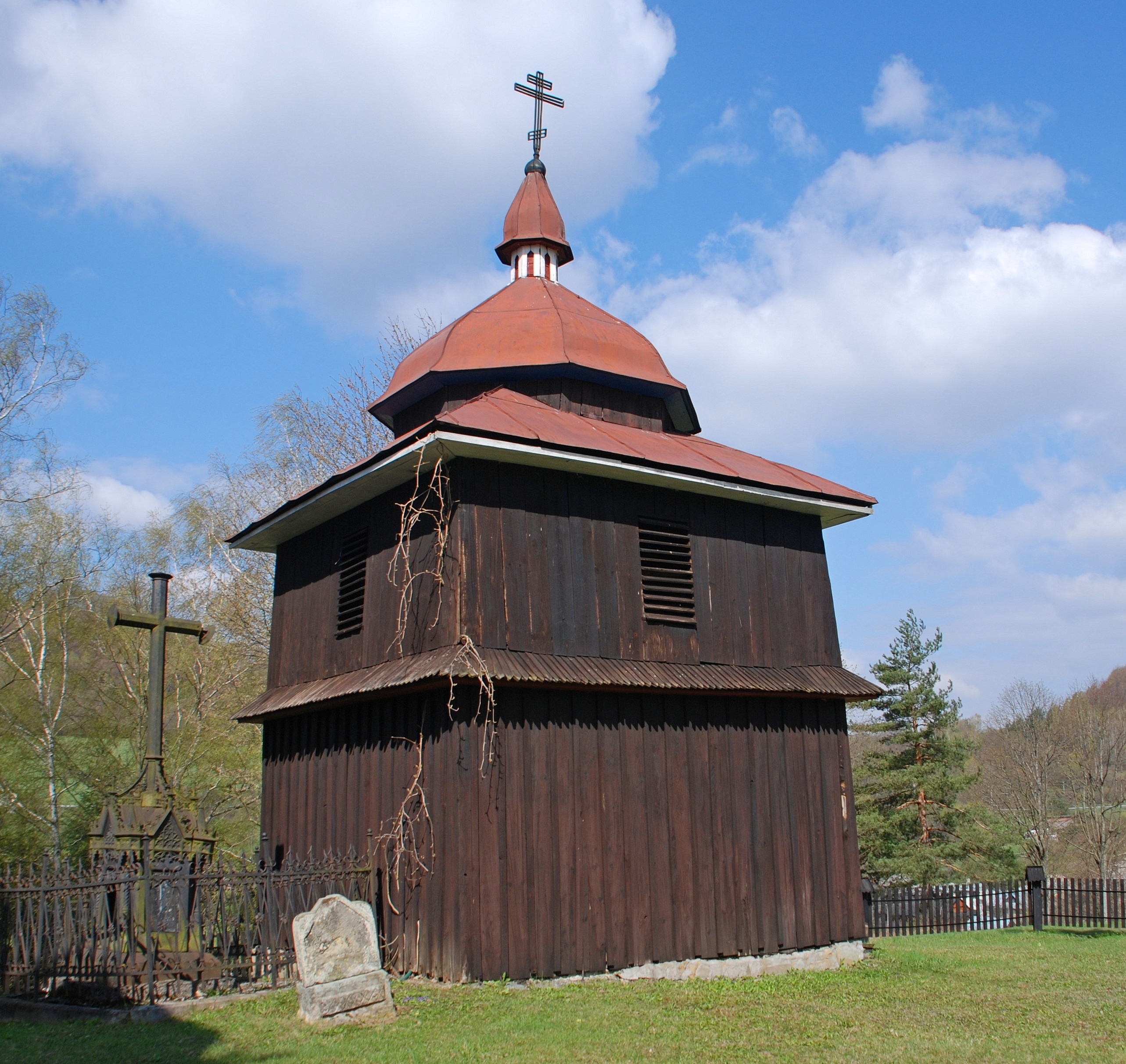
Dzwonnica

Wnętrze obszerne bez polichromii. Kompletny, bogato zdobiony złotym roślinnym ornamentem ikonostas pochodzi z czasów budowy świątyni. Rząd proroków i Ukrzyżowanie umieszczono na kopule nawy. W nawie chór muzyczny wsparty na słupach. W babińcu malowana tablica fundacyjna.

## Otoczenie
Obok cerkwi dzwonnica drewniana konstrukcji słupowej, zbudowana na planie kwadratu. Zwieńczona blaszanym hełmem namiotowym z kopułą i wieżyczką.